# Tyler Herro
Tyler Christopher Herro (Milwaukee, 20 gennaio 2000) è un cestista statunitense, professionista nella NBA con i Miami Heat.

## Caratteristiche tecniche
Tyler Herro è un ottimo tiratore dalla media distanza e oltre l'arco, ma date le sue dimensioni scarseggia in difesa.  Si appresta anche a tenere palla e prendere la regia, mostrandosi determinante negli ultimi momenti della partita.

## Carriera
Dopo essersi dichiarato eleggibile per il Draft NBA 2019, viene selezionato come 13ª scelta assoluta dai Miami Heat. Nella sua prima stagione in NBA ha viaggiato, per quanto riguarda la regular season, a 13,5 punti in 27,4 minuti di utilizzo medio. Nei playoff della stessa stagione, in occasione della vittoria in gara-4 della finale di Eastern Conference contro i Boston Celtics che ha portato gli Heat sul 3-1, Herro mette a segno il suo career high con 37 punti segnati in 36 minuti, frutto di un 9/11 da due, 5/10 da tre e 4/4 ai liberi. È il secondo giocatore più giovane, alle spalle di Magic Johnson, a segnare così tanti punti durante una partita dei playoff.
Il 16 febbraio 2025 vince la gara del tiro da 3 punti durante l'NBA All-Star Weekend 2025. Grazie ai 24 punti messi a segno nel round finale, è riuscito a battere Buddy Hield, vincendo la competizione.

## Statistiche
| * | Primo nella lega |

### NCAA
| Anno      | Squadra           | PG | PT | MP   | TC%  | 3P%  | TL%  | RP  | AP  | PRP | SP  | PP   |
| --------- | ----------------- | -- | -- | ---- | ---- | ---- | ---- | --- | --- | --- | --- | ---- |
| 2018-2019 | Kentucky Wildcats | 37 | 37 | 32,6 | 46,2 | 35,5 | 93,5 | 4,5 | 2,5 | 1,1 | 0,3 | 14,0 |
| Carriera  | Carriera          | 37 | 37 | 32,6 | 46,2 | 35,5 | 93,5 | 4,5 | 2,5 | 1,1 | 0,3 | 14,0 |

#### Massimi in carriera
- Massimo di punti: 29 vs Arkansas (26 febbraio 2019)[6]
- Massimo di rimbalzi: 13 vs Tennessee (16 febbraio 2019)
- Massimo di assist: 7 vs Winthrop (21 novembre 2018)
- Massimo di palle rubate: 5 (2 volte)
- Massimo di stoppate: 2 (2 volte)
- Massimo di minuti giocati: 39 vs Louisiana State (12 febbraio 2019)

### NBA

#### Regular Season
| Anno      | Squadra    | PG  | PT  | MP   | TC%  | 3P%  | TL%   | RP  | AP  | PRP | SP  | PP   |
| --------- | ---------- | --- | --- | ---- | ---- | ---- | ----- | --- | --- | --- | --- | ---- |
| 2019-2020 | Miami Heat | 55  | 8   | 27,4 | 42,8 | 38,9 | 87,0  | 4,1 | 2,2 | 0,6 | 0,2 | 13,5 |
| 2020-2021 | Miami Heat | 54  | 15  | 30,3 | 43,9 | 36,0 | 80,3  | 5,0 | 3,4 | 0,6 | 0,3 | 15,1 |
| 2021-2022 | Miami Heat | 66  | 10  | 32,6 | 44,7 | 39,9 | 86,8  | 5,0 | 4,0 | 0,7 | 0,1 | 20,7 |
| 2022-2023 | Miami Heat | 67  | 67  | 34,9 | 43,9 | 37,8 | 93,4* | 5,4 | 4,2 | 0,8 | 0,2 | 20,1 |
| 2023-2024 | Miami Heat | 42  | 40  | 33,5 | 44,1 | 39,6 | 85,6  | 5,3 | 4,5 | 0,7 | 0,1 | 20,8 |
| 2024-2025 | Miami Heat | 77  | 77  | 35,4 | 47,2 | 37,5 | 87,8  | 5,2 | 5,5 | 0,9 | 0,2 | 23,9 |
| Carriera  | Carriera   | 361 | 217 | 32,6 | 44,8 | 38,2 | 87,4  | 5,0 | 4,0 | 0,7 | 0,2 | 19,4 |

#### Play-off
| Anno     | Squadra    | PG | PT | MP   | TC%  | 3P%  | TL%  | RP  | AP  | PRP | SP  | PP   |
| -------- | ---------- | -- | -- | ---- | ---- | ---- | ---- | --- | --- | --- | --- | ---- |
| 2020     | Miami Heat | 21 | 5  | 33,6 | 43,3 | 37,5 | 87,0 | 5,1 | 3,7 | 0,4 | 0,1 | 16,0 |
| 2021     | Miami Heat | 4  | 0  | 23,3 | 31,6 | 31,6 | 100  | 3,3 | 1,8 | 0,3 | 0,1 | 9,3  |
| 2022     | Miami Heat | 15 | 0  | 25,4 | 40,9 | 22,9 | 92,6 | 3,9 | 2,8 | 0,6 | 0,4 | 12,6 |
| 2023     | Miami Heat | 1  | 1  | 19,0 | 55,6 | 50,0 | -    | 2,0 | 2,0 | 0,0 | 1,0 | 12,0 |
| 2024     | Miami Heat | 5  | 5  | 37,0 | 38,5 | 34,9 | 90,0 | 3,6 | 5,4 | 0,4 | 0,0 | 16,8 |
| 2025     | Miami Heat | 4  | 4  | 36,0 | 41,5 | 31,0 | 80,0 | 3,5 | 2,8 | 0,5 | 0,0 | 17,8 |
| Carriera | Carriera   | 50 | 15 | 30,6 | 41,4 | 32,8 | 88,9 | 4,2 | 3,3 | 0,4 | 0,2 | 14,6 |

#### Massimi in carriera
- Massimo di punti: 41 vs Houston Rockets (15 dicembre 2022)[7]
- Massimo di rimbalzi: 15 (3 volte)
- Massimo di assist: 11 (2 volte)
- Massimo di palle rubate: 4 vs Atlanta Hawks (2 marzo 2021)
- Massimo di stoppate: 3 (3 volte)
- Massimo di minuti giocati: 47 vs Orlando Magic (11 febbraio 2023)

## Palmarès
- NBA All-Rookie Second Team (2020)
- NBA SIxth Man of the Year Award (2022)
- Miglior tiratore di liberi NBA (2023)
- Three point contest (2025)
- Convocazioni all star game: 1 (2025)